# Multrå landskommun
Multrå landskommun var en tidigare kommun i Västernorrlands län. Centralort var Multrå.

## Administrativ historik
Multrå landskommun inrättades den 1 januari 1863 i Multrå socken i Ångermanland  när 1862 års kommunalförordningar trädde i kraft.
Kommunen upphörde vid kommunreformen 1952, då den uppgick i Sollefteå stad. Sedan 1971 tillhör området den nuvarande Sollefteå kommun.

## Kommunvapen
Multrå landskommun förde inte något vapen.

## Politik

### Mandatfördelning i valen 1938-1946
| 10 | 3 | 7 |

| 20 |

| 12 | 6 | 2 |

| 20 |

| 12 | 6 | 2 |

| 19 |

### Fotnoter
1. ↑  Per Andersson: Sveriges kommunindelning 1863-1993, Draking, Mjölby 1993, ISBN 91-87784-05-X, s. 91